# 1673
Évszázadok: 16. század – 17. század – 18. század
Évtizedek: 1620-as évek – 1630-as évek – 1640-es évek – 1650-es évek – 1660-as évek – 1670-es évek – 1680-as évek – 1690-es évek – 1700-as évek – 1710-es évek – 1720-as évek
Évek: 1668 – 1669 – 1670 – 1671 –  1672 – 1673 – 1674 – 1675 – 1676 – 1677 – 1678

## Események

### Határozott dátumú események
- február 27. – I. Lipót császár kinevezi a Magyar Királyság gubernátorává (kormányzójává) báró Ampringen János Gáspárt.
- október 15. – Claudia Felicitas osztrák főhercegnő feleségül megy I. Lipót császárhoz (második felesége).
- október 18. – A krasznai gyűlésükön a bujdosók unióra lépnek egymással, s ún. deputátiót választanak.[1]

### Határozatlan dátumú események
- az év folyamán – 
  - A Porta kijelenti, hogy nem tűri Erdély és Magyarország egyesítését.[1]
  - Megjelenik Marcello Malpighi „De formatione pulli in ovo” című műve (fontos a fejlődésbiológia szempontjából).
  - Kolozsvár először alkalmaz hivatalos városi orvost a Páduában végzett Baranyai Pétsi András személyében.[2]

## Az év témái

### 1673 az irodalomban
- február 10. – Bemutatják Molière A képzelt beteg című vígjátékát.[3]

## Születések
- augusztus 10. – Johann Conrad Dippel német teológus, alkimista és orvos († 1734)
- október 26. – II. Demeter moldvai fejedelem († 1723)
- november 13. – Bossányi András  magyar  bölcsész, jezsuita rendi tanár († 1730)
- december 30. – III. Ahmed, az Oszmán Birodalom 24. szultánja († 1736)

- ismeretlen időpontban – Mányoki Ádám festőművész († 1757)

## Halálozások
- február 17. – Molière francia drámaíró (* 1622)
- március 22. – Margit Terézia spanyol infánsnő IV. Fülöp spanyol király leánya, I. Lipót császár első felesége (* 1651)
- május 13. – Johann Bach, német zeneszerző, a Bach család erfurti vonalának megalapítója (* 1604)
- november 10. – Mihály lengyel király és litván nagyherceg[4] (* 1640)
- november 16. – Frangepán Katalin (* 1625), Zrínyi Péter felesége